# جيوفاني يوربان
جيوفاني يوربان (بالإيطالية: Giovanni Urban)‏ (13 أبريل 1947 إيطاليا - ) هو لاعب كرة قدم إيطالي، يلعب كمهاجم.

## مسيرته

### مسيرته مع الأندية
- 1967 - 1970 لعب مع ايه إس دي سامبينديتيس كالتشيو [الإنجليزية]‏ 106 مباراة سجل خلالها 25 هدف.
- 1970 - 1974 لعب مع نادي بيروجيا 135 مباراة سجل خلالها 34 هدف.
- 1974 - 1976 لعب مع نادي تشيزينا 36 مباراة سجل خلالها 12 هدف.
- 1976 - 1978 لعب مع نادي جنوى 13 مباراة.
- 1978 - 1979 لعب مع نادي ليفورنو 15 مباراة سجل خلالها هدفين.